# Sefelá

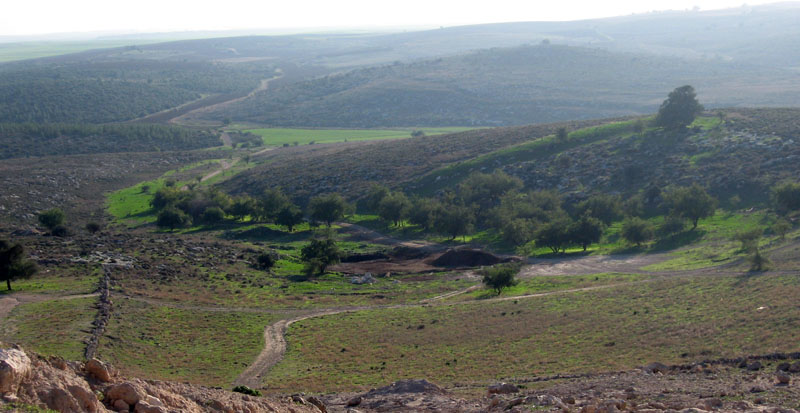
Vista típica da baixa Sefelá

Sefelá (em hebraico: הַשְּפֵלָה‎, "planície"; também שפלת יהודה, Shephelat Yehuda, "Planície Judeia") é uma designação normalmente aplicada à região no centro-sul de Israel de 10-15 km de baixas colinas entre o Monte Hebrom central e as planícies litorâneas da Filístia dentro da área da Judeia, em uma altitude de 120-450 metros acima do nível do mar. A área é fértil e um clima Mediterrâneo temperado prevealece na região. Shefelá foi uma das regiões divididas à bíblica Tribo de Judá.